# Kovács Gyula (tűzszerész)
Kovács Gyula (Szeghalom, 1978. – Afganisztán, Pol-e Homri, 2008. június 10.) hivatásos katona, posztumusz hadnagy, a Magyar Honvédség hősi halottja.

## Pályafutása
Kovács Gyula 1993–1997 között az orosházi Műszaki-Technikai Honvéd Szakközépiskolában végezte tanulmányait. 1997–1998 között végzett az MH Szentendrei Katonai Szakképző Iskolai és Kollégium műszaki szakán. 1998-ban őrmester lett, egy év múlva soron kívül törzsőrmesterré léptették elő. 2003 óta főtörzsörmesterként szolgált. 1998-tól 2000-ig különféle tűzszerész alakulatoknál volt rajparancsnok. 2000-ben jelentkezett először külföldi misszióra, közel egy évig a Magyar Műszaki Kontingens keretében, Bosznia-Hercegovinában szolgált. 2006–2007 között az MH Tartományi Újjáépítési Csoport tűzszerésze volt Afganisztánban. 2008. február 22-én ismét kiutazott Afganisztánba.
2008. június 10-én egy improvizált robbanószerkezetet próbált meg hatástalanítani, majd a sikertelen művelet után eltávolítani azt, az eszköz elszállítás közben felrobbant. Kovács Gyula a helyszínen életét vesztette. Posztumusz hadnaggyá léptették elő, holttestét szülővárosában helyezték örök nyugalomra.